# Yuka Ebihara
Yuka Ebihara (jap. 海老原 由佳 Ebihara Yuka; ur. 22 października 1986 roku w Tokio) – japońska tancerka warszawskiej sceny baletowej. Od września 2011 roku związana z Teatrem Wielkim – Operą Narodową, od września 2013 roku jako pierwsza solistka, a od stycznia 2020 pierwsza tancerka Polskiego Baletu Narodowego. Zakończyła karierę sceniczną 22 grudnia 2024 roku, żegnając się z warszawską publicznością w roli Małgorzaty Gautier w Damie kameliowej Johna Neumeiera.

## Kariera artystyczna[2]

### Wcześniejsze lata
Naukę tańca rozpoczęła siódmym roku życia w Pekinie, gdzie pracował czasowo jej ojciec, więc przebywała tam z rodziną. Od 1997 roku kontynuowała naukę w Iwata Ballet School w Jokohamie, a od 2005 roku w kanadyjskiej Goh Ballet Academy w Vancouver. Zaraz po jej ukończeniu, w 2008 roku została tam solistką młodzieżowego zespołu Goh Ballet Youth Company. Po roku zaczęła poszukiwać swojego miejsca na scenie baletowej wędrując po świecie. Najpierw związała się z Norweskim Baletem Narodowym w Oslo (2008–2009), występowała gościnnie jako pierwsza solistka z zespołem objazdowym Vienna Festival Ballet w Wielkiej Brytanii (2008), była solistką Compagnie Mezzo Ballet we Francji (2009), tańczyła krótko z Suzanne Farrell Ballet w Stanach Zjednoczonych (2009) i przez dwa sezony była solistką baletu Chorwackiego Teatru Narodowego w Zagrzebiu (2009–2011). Tam dowiedziała się, że w Warszawie poszukują tancerzy w utworzonym niedawno Polskim Balecie Narodowym pod dyrekcją Krzysztofa Pastora.

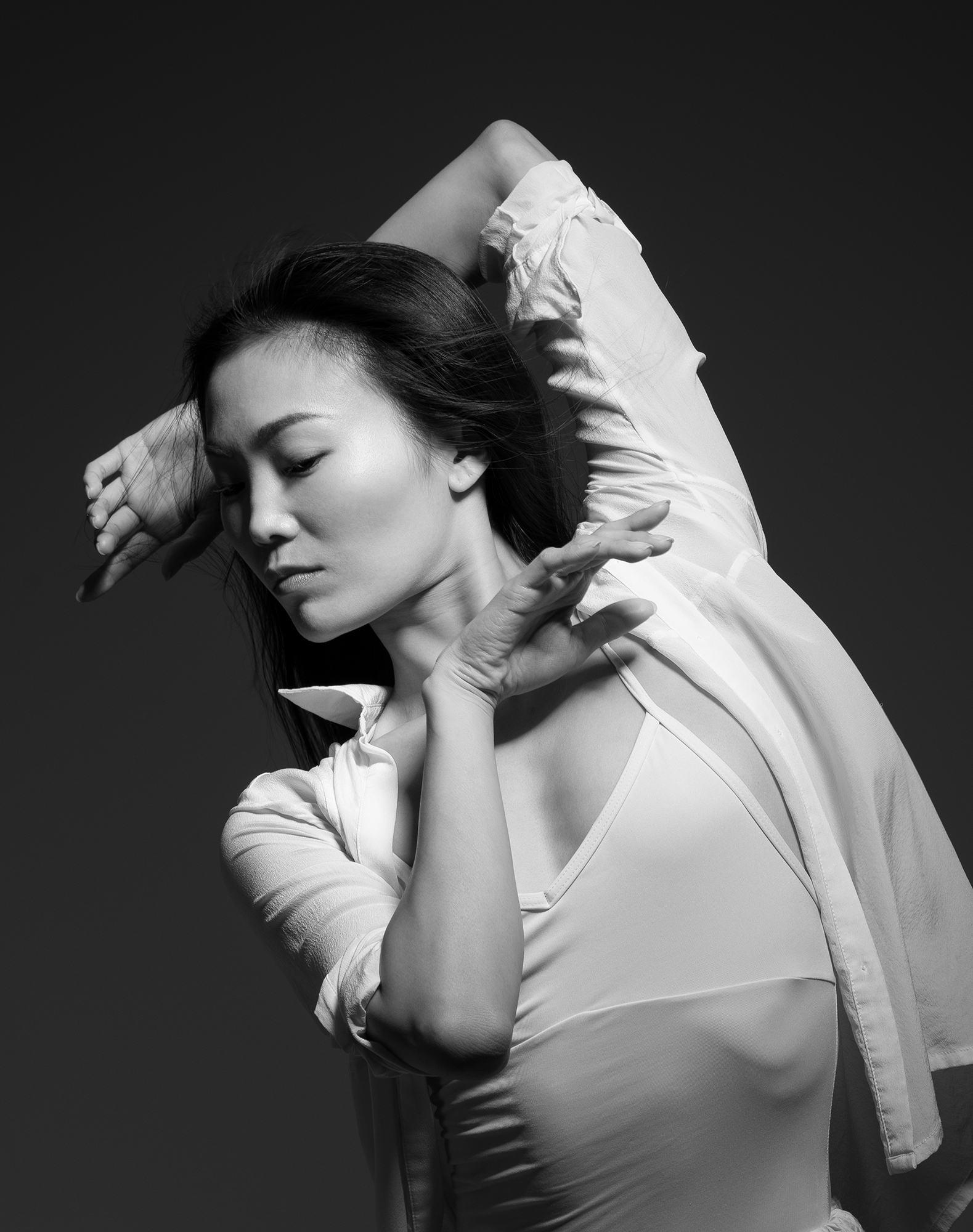
Yuka Ebihara

### W Polsce
W 2011 wystartowała w międzynarodowym przeglądzie (w tzw. audycji) chętnych tancerzy do pracy w Polskim Balecie Narodowym i została przyjęta. Rozpoczynała tu jako tancerka zespołu baletowego, by następnie w krótkim czasie awansować na kolejne szczeble zawodowe. W 2012 była już koryfejką, zaś w 2013 awansowała dwukrotnie – w styczniu na stanowisko solistki, a we wrześniu została pierwszą solistką. Osiągając najwyższą pozycję w strukturze artystycznej zespołu miała już w dorobku kilka czołowych partii w repertuarze Polskiego Baletu Narodowego. W 2014 została uznana za najlepszą tancerkę na polskiej scenie i wyróżniona Teatralną Nagrodą Muzyczną im. Jana Kiepury. W krótkim czasie wysunęła się na czoło zespołu, o czym świadczą jej liczne angaże i propozycje ról na scenie Teatru Wielkiego – Opery Narodowej oraz pochodzące z zewnątrz. Jej taniec wzbudza żywe zainteresowanie publiczności oraz spotyka się z pozytywnymi opiniami krytyków i dziennikarzy.
Jako gwiazda Polskiego Baletu Narodowego tańczyła na scenach USA, Kanady, Rosji, Japonii, Hiszpanii, Holandii, Szwecji, Norwegii, Czech, Litwy, Łotwy i Mołdawii. Rok 2017 przyniósł jej tytuł najlepszej tancerki klasycznej w Polsce, przypieczętowany ponowną Teatralną Nagrodę Muzyczną im. Jana Kiepury. W styczniu 2020 została podniesiona do rangi pierwszej tancerki Polskiego Baletu Narodowego.

## Najważniejsze role

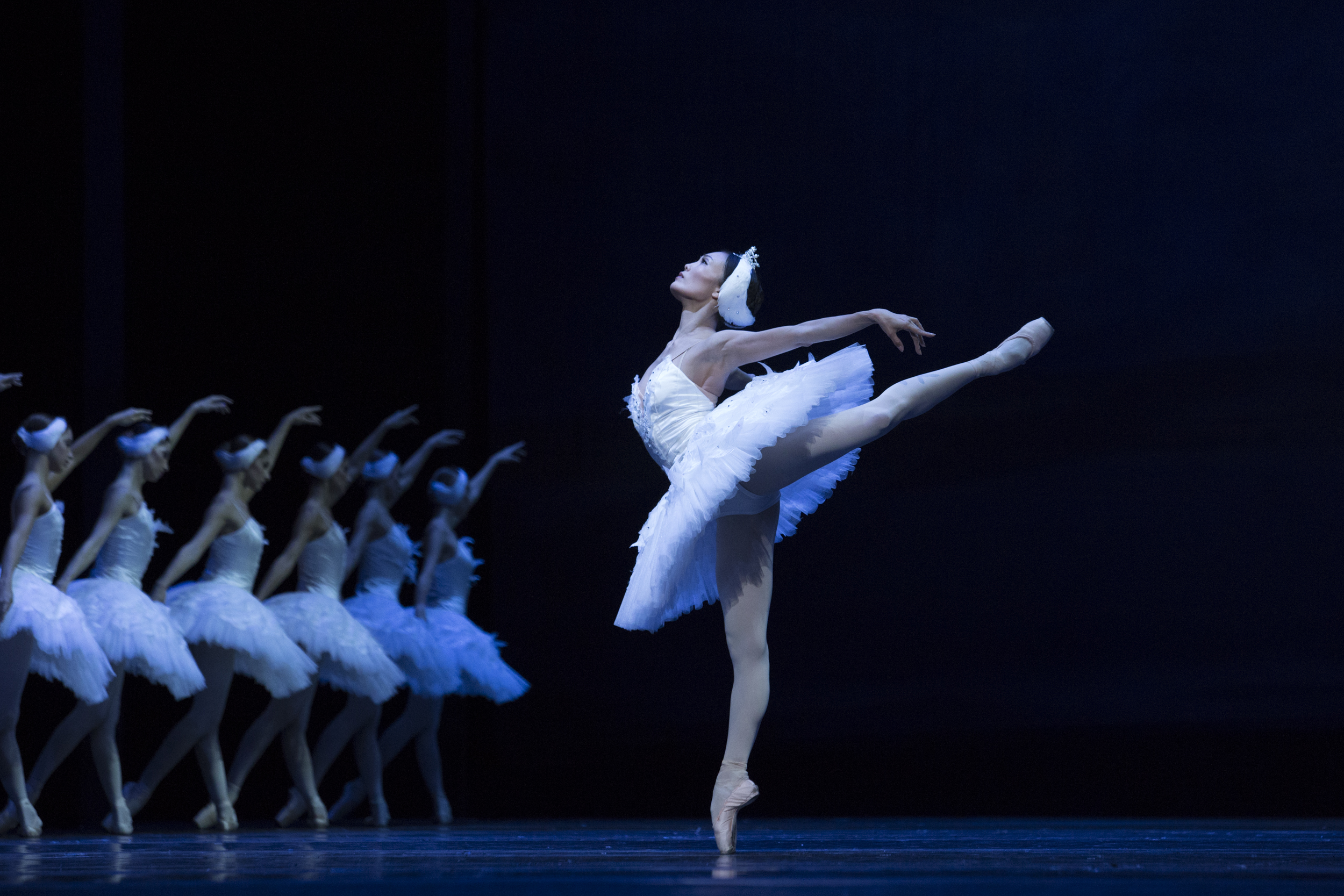
Yuka Ebihara (Księżniczka Alix-Odetta) w Jeziorze łabędzim Krzysztofa Pastora (akt wg Lwa Iwanowa)

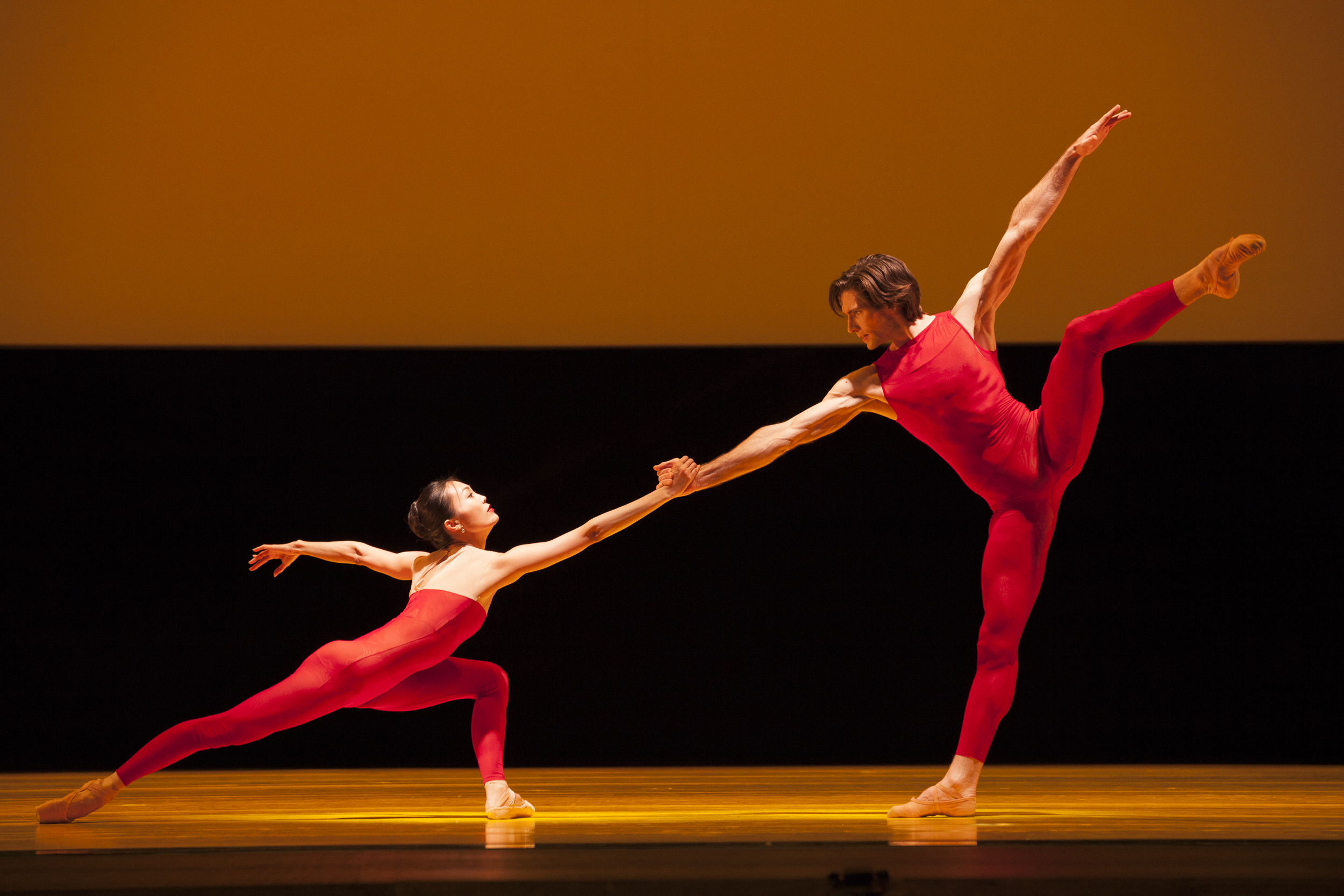
Yuka Ebihara i Vladimir Yaroshenko w Bolerze Krzysztofa Pastora

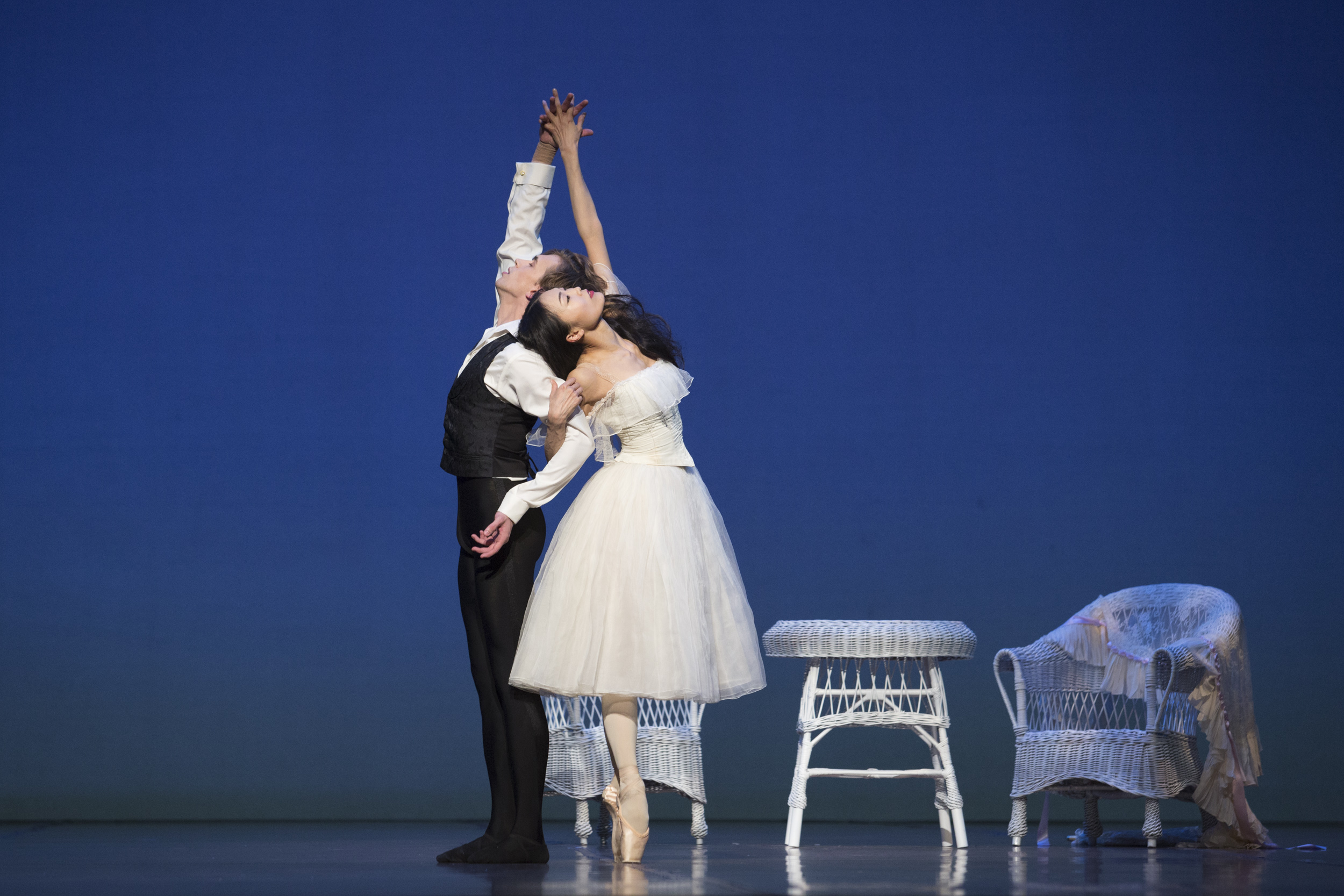
Yuka Ebihara (Małgorzata Gautier) i Patryk Walczak (Armand Duval) w Damie kameliowej Johna Neumeiera

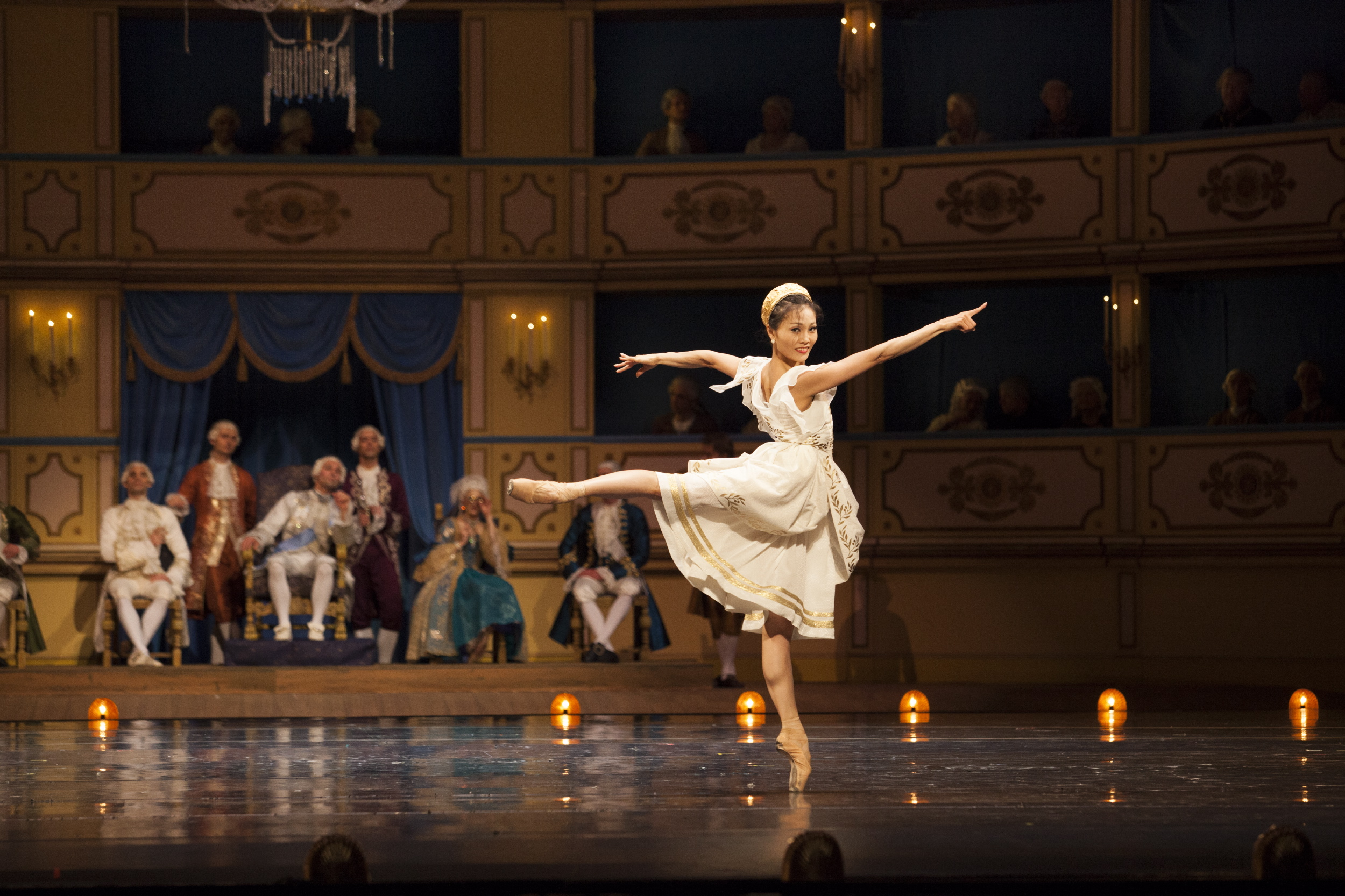
Yuka Ebihara (Mlle Gattai) w balecie Casanova w Warszawie Krzysztofa Pastora

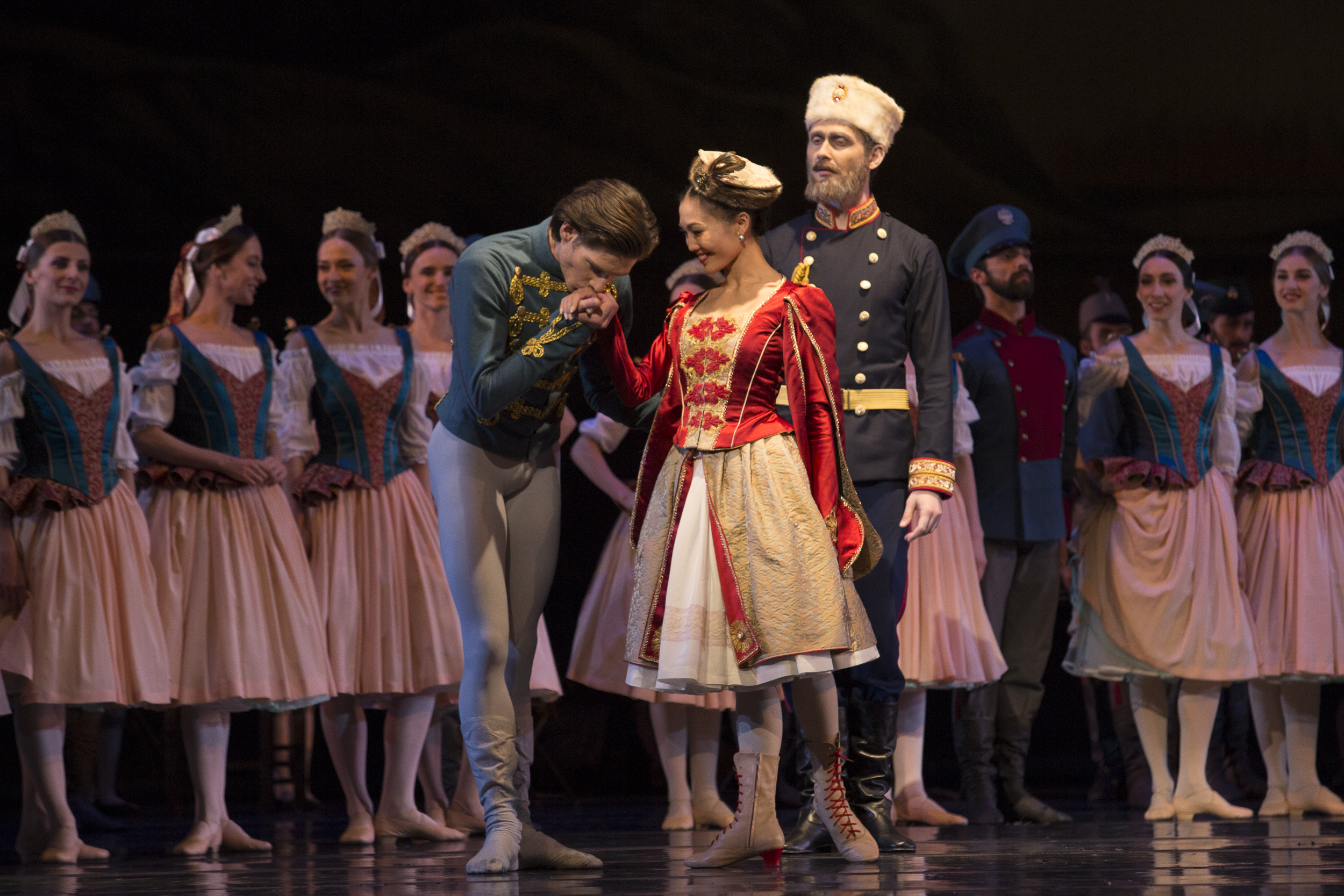
Yuka Ebihara (Matylda Krzesińska), Vladimir Yaroshenko (Carewicz Niki) i Robert Bondara (Car Aleksander) w Jeziorze łabędzim Krzysztofa Pastora

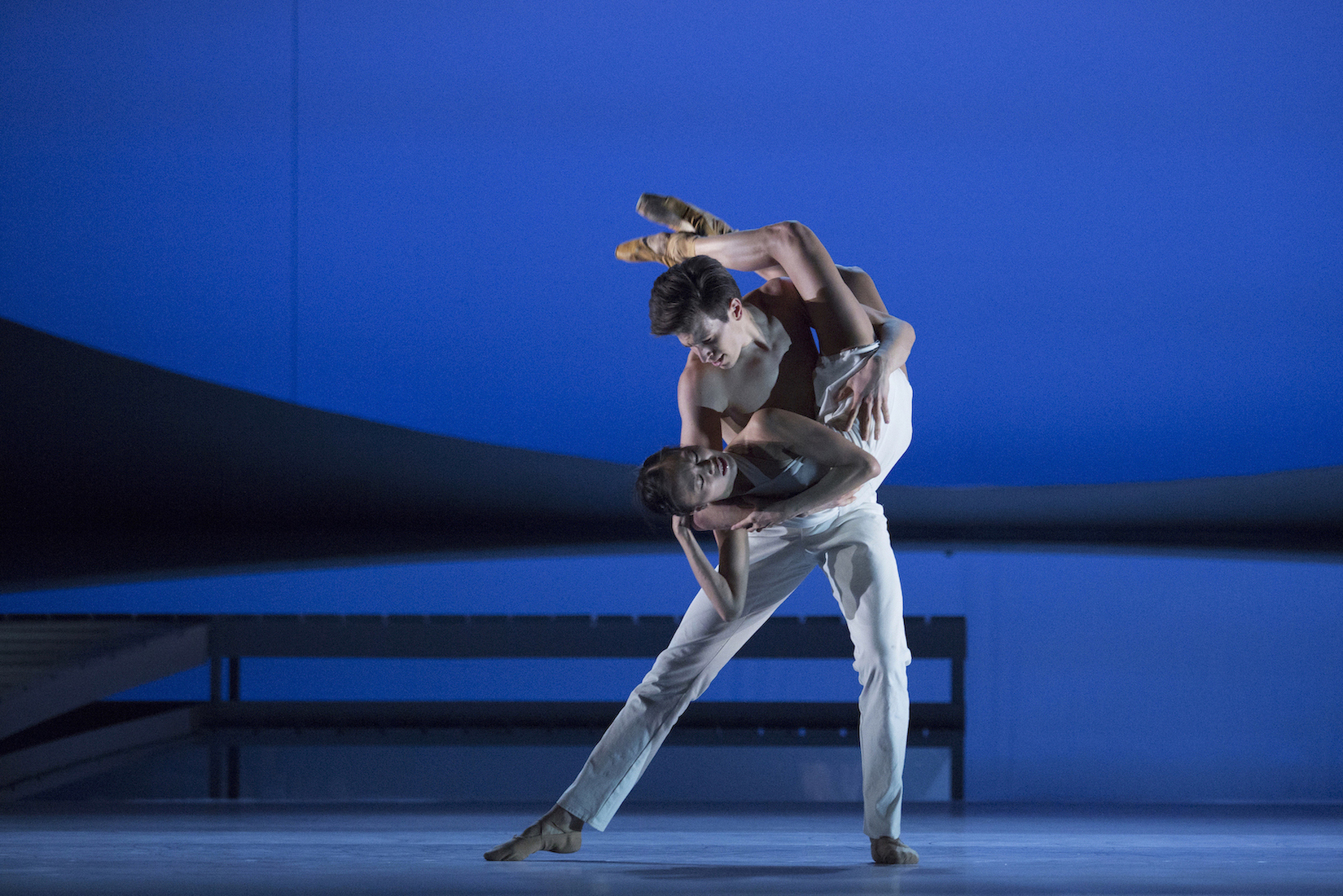
Yuka Ebihara i Kristóf Szabó w Świteziance Roberta Bondary

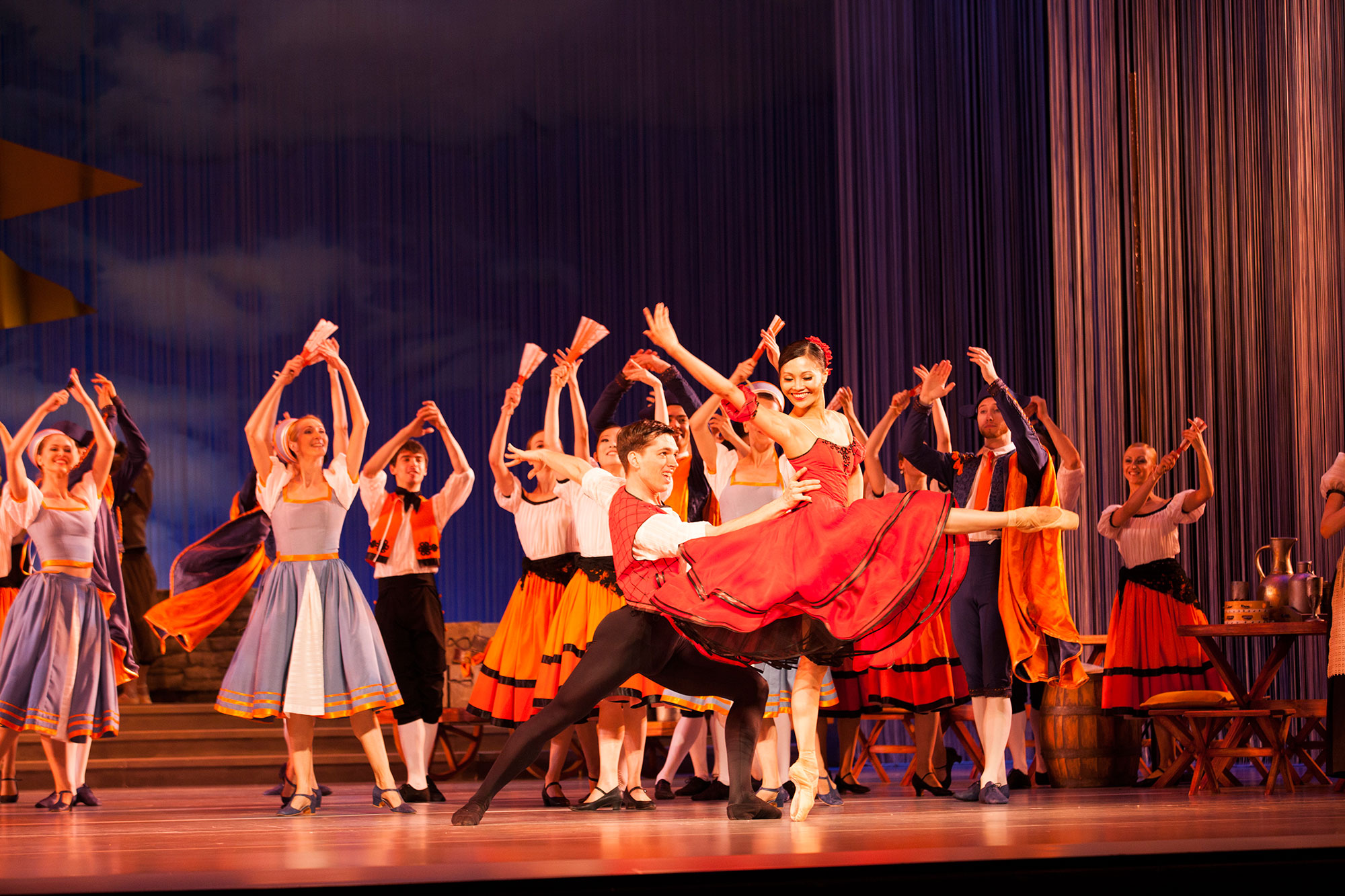
Yuka Ebihara i Paweł Koncewoj w Don Kichocie Alexeia Fadeyecheva wg Mariusa Petipy

## Najważniejsze role[15]

### Za granicą
- Giselle – Giselle, choreografia Choo-San Goh (Goh Ballet Youth Company)
- Wieszczka Cukrowa – Dziadek do orzechów, choreografia Choo-San Goh (Goh Ballet Youth Company)
- Solistka – Grand pas classique, choreografia Victor Gsovsky (Goh Ballet Youth Company)
- Odetta-Odylia – Jezioro łabędzie, choreografia Marius Petipa i Lew Iwanow (Vienna Festival Ballet)
- Swanilda – Coppelia, choreografia Christopher Lee Wright (Vienna Festival Ballet)
- Wróżka Śmiałości – Śpiąca królewna, choreografia Emily Hufton (Vienna Festival Ballet)
- Duet – Dark Lines / Red Softness, choreografia Yannis Chevalier (Compagnie Mezzo Ballet)
- Kitri i Królowa Driad – Don Kichot, choreografia Patrick Armand (Chorwacki Teatr Narodowy)
- Solistka i Duet – Concerto Barocco, choreografia George Balanchine (Chorwacki Teatr Narodowy)
- Księżniczka Aurora – Śpiąca królewna, choreografia Derek Dean (Chorwacki Teatr Narodowy)
- Główna para – Paquita, choreografia Derek Dean (Chorwacki Teatr Narodowy)
- Wieszczka Cukrowa – Dziadek do orzechów, choreografia Vaslav Orlikowsky (Chorwacki Teatr Narodowy)

### Teatr Wielki – Opera Narodowa/Polski Balet Narodowy
- Gamzatti i Nikija – Bajadera, choreografia Marius Petipa / Natalia Makarowa
- Nasza Silna i Nasza inna – I przejdą deszcze..., choreografia Krzysztof Pastor
- Główny Serafin – Sześć skrzydłach aniołów, choreografia Jacek Przybyłowicz
- Wróżki Jesieni i Wiosny – Kopciuszek, choreografia Frederick Ashton
- Księżniczka Florina – Śpiąca królewna, choreografia Marius Petipa / Jurij Grigorowicz
- Duet 3 – Century Rolls, choreografia Ashley Page
- Duet 2 – Artifact Suite, choreografia William Forsythe
- Duety 2 i 1 – Moving Rooms, choreografia Krzysztof Pastor
- Klara – Dziadek do orzechów i król myszy, choreografia Toer van Schayk i Wayne Eagling
- Syrena – Syn marnotrawny, choreografia George Balanchine
- Hipolita-Tytania – Sen nocy letniej, choreografia John Neumeier
- Ozylda – Tristan, choreografia Krzysztof Pastor
- Solistka i Duet – Concerto Barocco, choreografia George Balanchine
- Aria 1 – In Light and Shadow, choreografia Krzysztof Pastor
- Duet – Pocałunki, choreografia Emil Wesołowski
- Duet 2 – Adagio & Scherzo, choreografia Krzysztof Pastor
- Kitri-Dulcynea, Tancerka Uliczna i Królowa Driad – Don Kichot, choreografia Marius Petipa, Aleksandr Gorski / Alexei Fadeyechev
- Julia – Romeo i Julia, choreografia Krzysztof Pastor
- Mlle Gattai – Casanova w Warszawie, choreografia Krzysztof Pastor
- Katarzyna – Poskromienie złośnicy, choreografia John Cranko
- Miranda – Burza, choreografia Krzysztof Pastor
- Solistka 1 i Duet – Chopiniana, choreografia Michaił Fokin
- Solistka – Chroma, choreografia Wayne McGregor
- Główna solistka – Bolero, choreografia Krzysztof Pastor
- Matylda Krzesińska – Jezioro łabędzie (z nowym librettem), choreografia Krzysztof Pastor
- Księżniczka Alix-Odetta[16] – Jezioro łabędzie (z nowym librettem), choreografia Krzysztof Pastor
- Świtezianka – Świtezianka, choreografia Robert Bondara
- Flet – Na pięciolinii (Sextuor Tansmana), choreografia Jacek Tyski
- Solistka – II Koncert skrzypcowy Szymanowskiego, choreografia Jacek Przybyłowicz
- Małgorzata Gautier – Dama kameliowa, choreografia John Neumeier[17]
- Para Naszych – I przejdą deszcze..., choreografia Krzysztof Pastor
- Solistka – Koncert e-moll Chopina, choreografia Liam Scarlett
- Odrodzona – Koncert f-moll Chopina, choreografia Krzysztof Pastor
- Księżniczka Aurora – Śpiąca królewna, choreografia Marius Petipa / Jurij Grigorowicz
- Solistka – Infra, choreografia Wayne McGregor
- Medora – Korsarz, choreografia Marius Petipa / Manuel Legris
- Hrabina Marie Larisch – Mayerling, choreografia Kenneth MacMillan
- Mary Vetsera – Mayerling, choreografia Kenneth MacMillan
- Galina – Bieguni-Harnasie, choreografia Izadora Weiss
- Mina-Elisabeta – Dracula, choreografia Krzysztof Pastor
- Para 2. – Grosse Fuge Beethovena, choreografia Hans van Manen
- Główna para – Siódma symfonia Beethovena, choreografia Ted Brandsen
- Biała Wróżka – Pinokio, choreografia Anna Hop
- Błękitna Wróżka – Pinokio, choreografia Anna Hop
- Solveig – Peer Gunt, choreografiua Edward Clug
- Ingrid – Peer Gunt, choreografiua Edward Clug

## Nagrody[2]
- 2003: I Nagroda, Ballet Competition, Jokohama, Japonia
- 2006: I Nagroda, Surrey Festival of Dance, Surrey, Kanada
- 2006: Senior Ballet Championships Winner & Most Outstanding Dance Award, British Columbia Provincials, Vancouver, Kanada
- 2010: Złoty Medal, Międzynarodowy Konkurs Tancerzy Baletu im. Mii Čorak Slavenskiej, Zagrzeb, Chorwacja
- 2014: Teatralna Nagroda Muzyczna im. Jana Kiepury dla najlepszej tancerki w Polsce[7]
- 2017: Teatralna Nagroda Muzyczna im. Jana Kiepury dla najlepszej tancerki klasycznej w Polsce[14]
- 2019: Nagroda Parfums Christian Dior za kreacje Matyldy Krzesińskiej w Jeziorze łabędzim Krzysztofa Pastora i Małgorzaty Gautier w Damie kameliowej Johna Neumeiera
- 2019: Srebrny Medal „Zasłużony Kulturze Gloria Artis”[18]
- 2024: Nagroda dla Tancerki 15-lecia Polskiego Baletu Narodowego[19]

## Życie prywatne
Yuka Ebihara jest żoną Carlosa Martína Péreza, hiszpańskiego solisty Polskiego Baletu Narodowego. W 2022 roku przerwała występy na kilka miesięcy i urodziła córeczkę.